# Muscolo pronatore quadrato
Il muscolo pronatore quadrato è l'unico muscolo del quarto strato della loggia anteriore dei muscoli dell'avambraccio. È un muscolo corto e piatto, e assieme al pronatore rotondo è responsabile della pronazione dell'avambraccio.

## Origini e inserzione
Il pronatore quadrato origina dalla faccia anteriore del quarto distale dell'ulna e si inserisce sul margine mediale e sulla faccia anteriore del quarto distale del radio.
Le sue fibre sono perpendicolari all'asse longitudinale dell'avambraccio.

## Azione
Il pronatore quadrato prona la mano, agendo mediante "riavvolgimento" dell'ulna in rapporto al radio.
Le sue fibre profonde servono a mantenere inalterati i rapporti anatomici tra le due ossa dell'avambraccio: radio e ulna.

## Innervazione
Il muscolo pronatore quadrato è innervato dal nervo mediano (C6, C7, C8, T1).